# خوان إغناثيو ألفارو
خوان إغناثيو ألفارو (بالإسبانية: Juan Ignacio Alfaro)‏ هو لاعب كرة قدم كوستاريكي، ولد في 29 أغسطس 2000 في إيريذيا في كوستاريكا.

## وصلات خارجية
- خوان إغناثيو ألفارو على موقع قاعدة بيانات كرة القدم.إي يو (الإنجليزية)
- خوان إغناثيو ألفارو على موقع Soccerway.com (الإنجليزية)